# Georges de La Tour

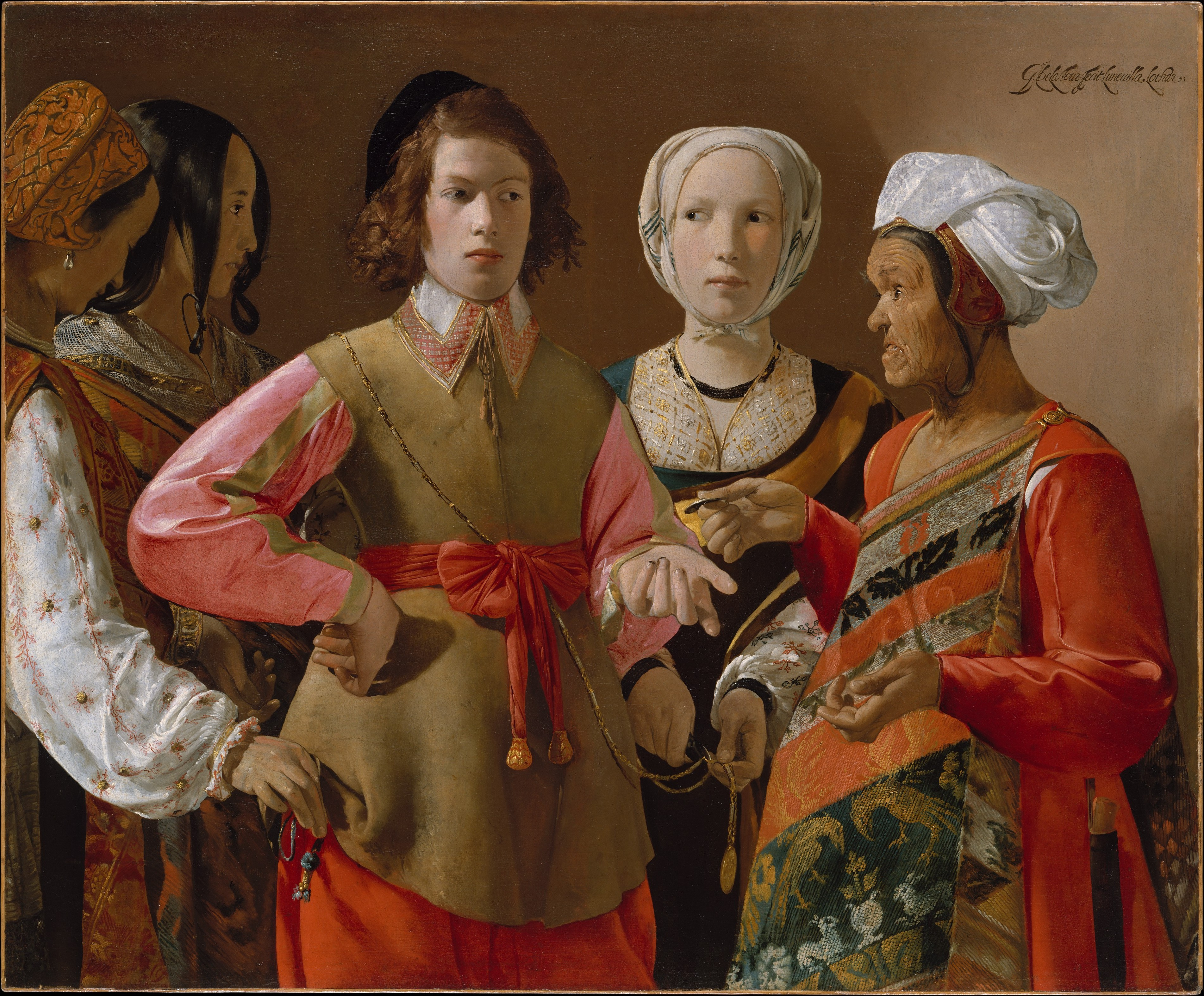
Die Wahrsagerin, New York, Metropolitan Museum

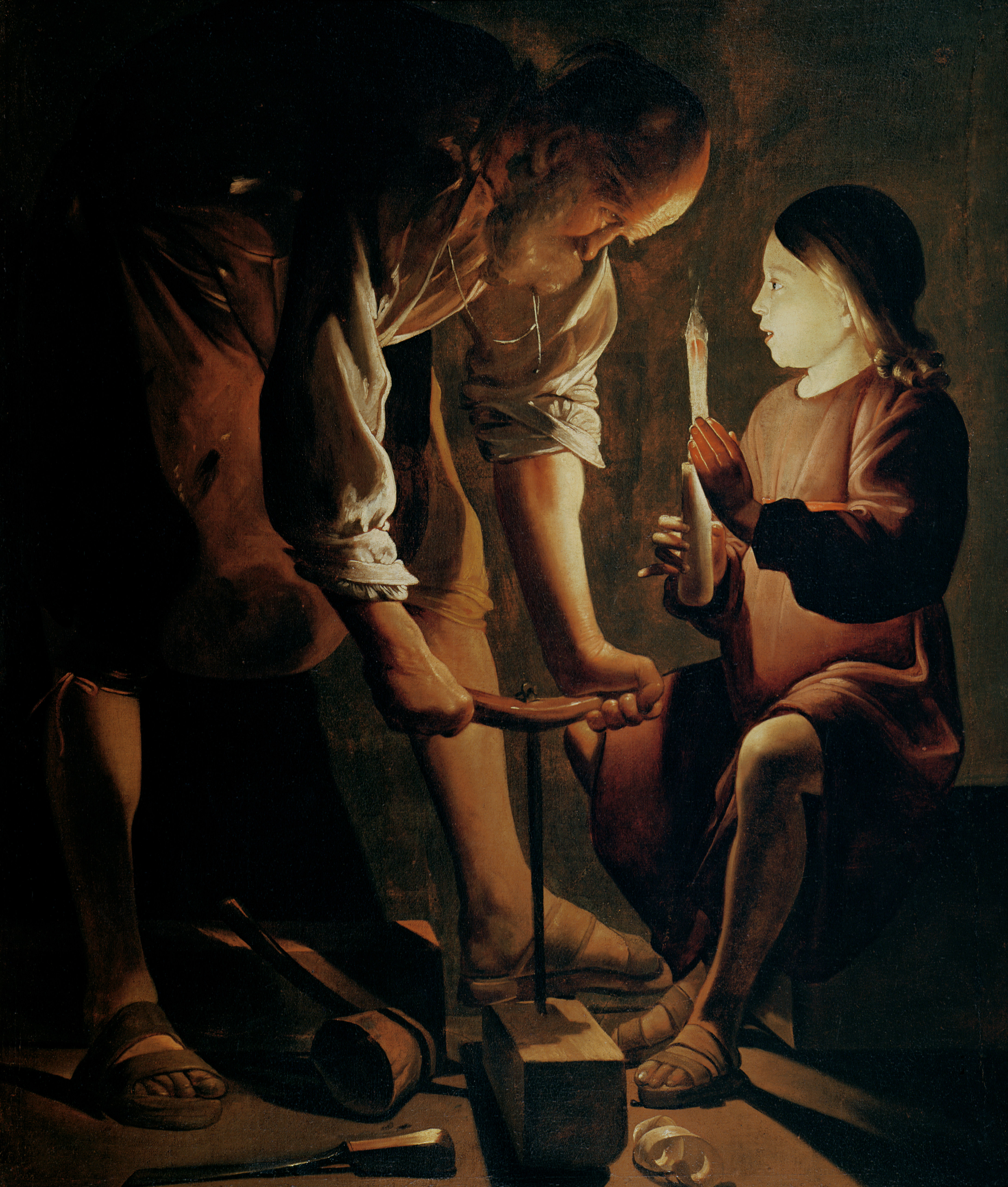
Saint Joseph charpentier (Joseph als Zimmermann), 1642, Paris, Louvre

Georges de La Tour (* 1593 in Vic-sur-Seille, Lothringen; † 30. Januar 1652 in Lunéville) war ein lothringischer Maler des Barocks, der in der Literatur den französischen Barockmalern zugerechnet wird.

## Leben
La Tour war Sohn des Bäckermeisters Jean de La Tour und seiner Frau Sybille Mélian als das zweite von sieben Geschwistern. Über seine Jugend und Lehrzeit ist nichts bekannt; es ist nicht überliefert, wie er zur Malerei kam. 1618 heiratete er Diane Le Nerf, die Tochter eines Finanzverwalters des Herzogs von Lothringen.
In einer Urkunde von 1639 wird er als offizieller Maler Ludwigs XIII. („peintre ordinaire du Roy“) erwähnt. Bereits 1644 wurde er als „peintre fameux“ bezeichnet. Seine künstlerischen Motive waren sowohl sakraler wie auch profaner Art: Seine Nachtstücke sind durchweg dunkel gehalten und nur durch Kerzen erleuchtet. Aufgrund der Vorliebe für kontrastreiche Hell-Dunkel-Malerei zählt man ihn zur Gruppe der „Caravaggisten“. Dieses Stilmittel Chiaroscuro (italienisch: „hell-dunkel“), Hell-Dunkel-Malerei, auch franz.: Clair-obscur, bezeichnet ein in der Spätrenaissance und im Barock entwickeltes Gestaltungsmittel der Grafik und Malerei, das sich durch starke Hell-Dunkel-Kontraste auszeichnete und sowohl der Steigerung des Räumlichen als auch der des Ausdrucks diente.
Besondere Bekanntheit erlangte er durch die Szenen aus dem Schelmenleben, Tagstücke, die Gaunereien beinhalten, wie zum Beispiel das Falschspielen mit Karten (siehe Der Falschspieler mit dem Karo-Ass) und betrügerische Wahrsagerei (siehe Die Wahrsagerin).
Es gibt über den Maler nur ein einziges Dokument: 1646 beschwerten sich Bürger des Städtchens Lunéville beim Herzog über La Tour, weil er „sich beim Volk verhasst macht durch die große Zahl von Hunden, die er sich hält, als wäre er der Herr des Ortes“ und „der die Hasen ins Korn treibt, es verdirbt und zertrampelt“. Wegen Schlägereien wurde er mehrfach angezeigt. Einer seiner Söhne wurde 1670 in den Adelsstand erhoben. Ungeklärt ist, wieso dieser seinen Einfluss nicht nutzte, um seinem Vater ein Gedächtnis zu setzen. Es gibt keine Abbildung des Malers, eventuell hat er sich in der Figur des Falschspielers im Gemälde Der Falschspieler mit dem Karo-As porträtiert.
Seit den 1920er-Jahren hat man La Tours Werken wieder verstärkt Aufmerksamkeit gewidmet. Dem Kunsthistoriker Herrmann Voss war maßgeblich die Wiederentdeckung de la Tours zuzuschreiben.

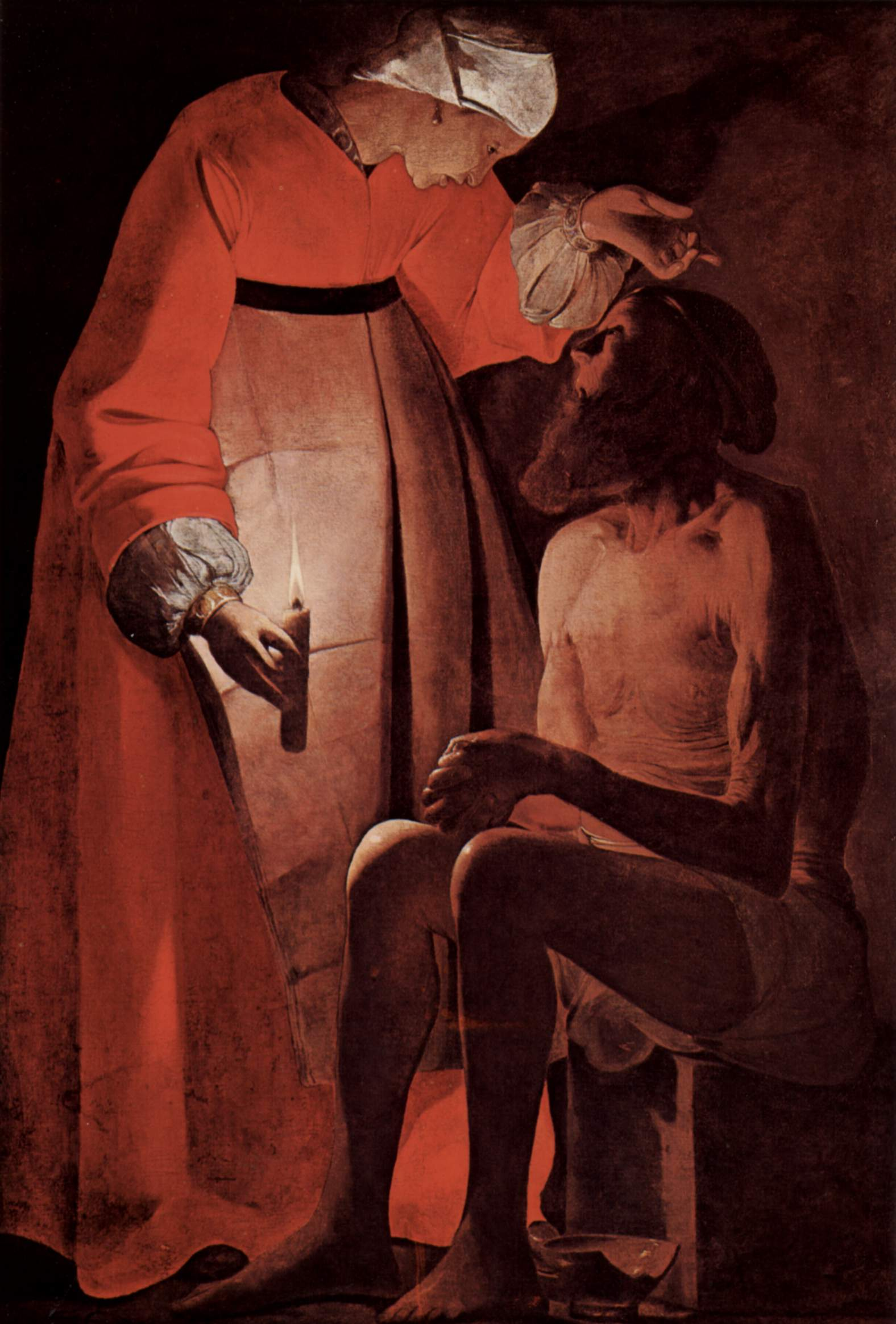
Job raillé par sa femme (Hiob wird von seiner Frau verspottet), Épinal, Musée départemental d’Art ancien et contemporain

## Werke

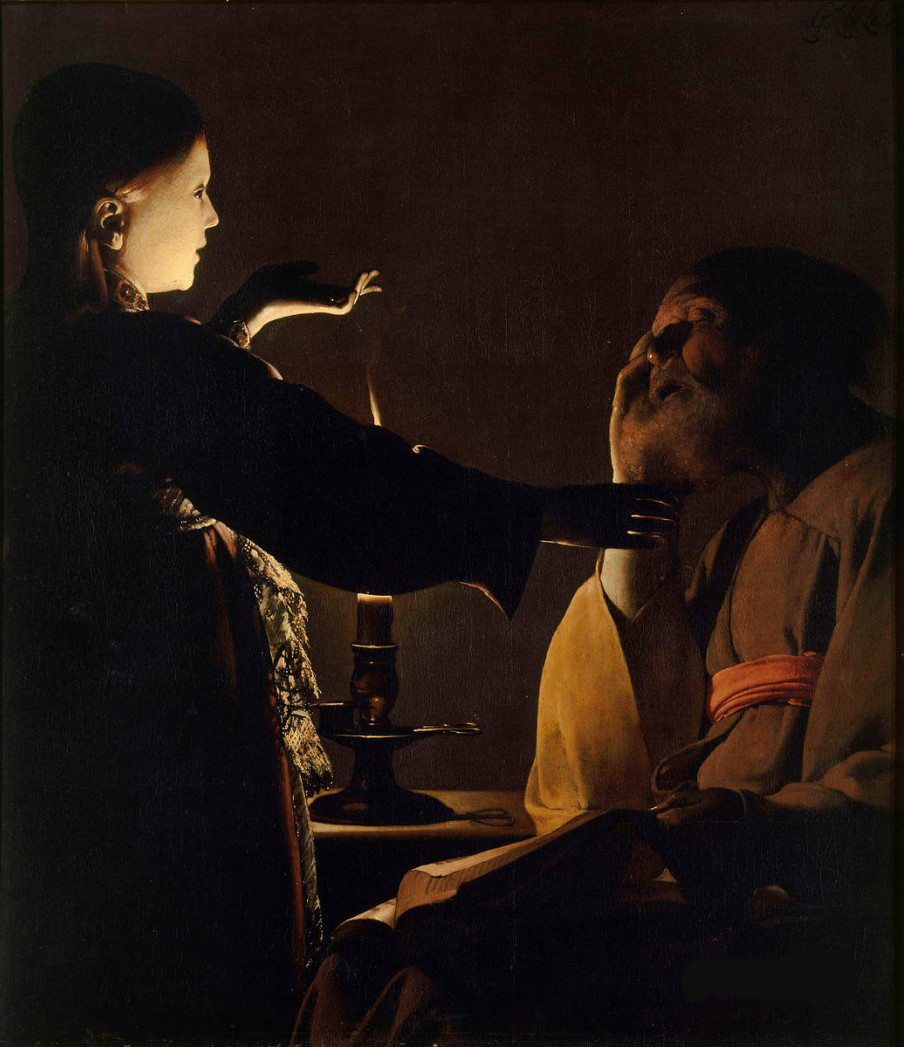
Der Engel erscheint dem Hl. Josef im Traum, 1640.

- Der Falschspieler mit dem Karo-Ass, Paris, Louvre
- Der Falschspieler mit dem Kreuz-Ass (ca. 1630–34), Fort Worth, Kimbell Art Museum[4]
- Die Wahrsagerin, New York, Metropolitan Museum of Art
- Hiob und seine Frau, Épinal, Musée départemental d’Art ancien et contemporain
- Alter Mann, San Francisco, Legion of Honor
- Alte Frau, San Francisco, Legion of Honor
- Der heilige Petrus
- Der heilige Judas Thaddäus, Albi, Musée Toulouse-Lautrec
- Der heilige Jakobus, Albi, Musée Toulouse-Lautrec
- Schlägerei zw. Bettelmusikanten, Los Angeles, J. Paul Getty Museum
- Drehleierspieler, Nantes, Musée des Beaux-Arts
- Der büßende heilige Hieronymus mit Kardinalshut, Stockholm, Schwedisches Nationalmuseum
- Der heilige Hieronymus mit Heiligenschein, Grenoble, Musée des Beaux-Arts
- Büßende Magdalena, Paris, Louvre
- Magdalena mit der Öllampe, Paris, Louvre
- Joseph als Zimmermann, Paris, Louvre
- Der Engel erscheint dem Heiligen Joseph im Traum, Nantes, Musée des Beaux-Arts.
- Flöhesuchende Frau, Nancy, Musée Historique Lorrain
- Geburt Christi / Das Neugeborene, Rennes, Musée des Beaux-Arts
- Petrus verleugnet Christus, Nantes, Musée des Beaux-Arts
- Die Reue des hl. Petrus, Cleveland, Cleveland Museum of Art
- Erbsen essendes Bauernpaar, Berlin, Gemäldegalerie der Staatlichen Museen Berlin
- „La fillette au braisier“ (Mädchen, in ein Kohlebecken blasend), privat[5], verkauft für 3,6 Mio. €.[6] Damit ist das „Mädchen, in ein Kohlebecken blasend“ teuerster Altmeister in einer deutschen Auktion jemals (höchster Zuschlag hierzulande bleibt mit 4,7 Millionen Euro Beckmanns „Ägypterin“, 2018 bei Grisebach in Berlin).[7] Hier das Bild.[8] Der Louvre Abu Dhabi hat dieses Bild eines Alten Meisters erworben.[9]
- Kopie von Die Auffindung des Heiligen Sebastian, Berlin, Gemäldegalerie der Staatlichen Museen Berlin

## Museen und Galerien
- Kanada
  - Art Gallery of Ontario, Musée des Beaux-Arts de l'Ontario, Toronto, Ontario
- Frankreich
  - Musée des Beaux-Arts (Dijon)
  - Musée des Beaux-Arts de Nancy besitzt die größte Sammlung
  - Musée des Beaux-Arts de Rennes
  - Musée de Bergues
  - Musée départemental d'Art ancien et contemporain, Épinal
  - Musée Georges de La Tour, Vic-sur-Seille
  - Musée de Grenoble
  - Musée du Louvre, Paris
  - Musée Toulouse-Lautrec, Albi
- Deutschland
  - Gemäldegalerie, Berlin
- Japan
  - Nationalmuseum für westliche Kunst, (国立西洋美術館), Tokyo
  - Tokyo Fuji Art Museum, Tokyo
- Spanien
  - Museo del Prado, Madrid
- Schweden
  - Schwedisches Nationalmuseum, Stockholm
- Großbritannien
  - Preston Hall Museum in Stockton-on-Tees, England, hat The Dice Players.
  - Leicester Museum & Art Gallery besitzt 'The Choirboy'
- Ukraine
  - Nationalmuseum in Lemberg (Національний музей у Львові)
- USA
  - Cleveland Museum of Art, Cleveland, Ohio
  - Chrysler Museum of Art, Norfolk, Virginia
  - Seattle Art Museum, Seattle, Washington
  - De Young Museum, San Francisco
  - Frick Collection, New York
  - Getty Center, Los Angeles, California
  - Kimbell Art Museum, Fort Worth, Texas
  - Los Angeles County Museum of Art, Los Angeles, California
  - Metropolitan Museum of Art, New York
  - National Gallery of Art, Washington, D.C.

## Rezeption
Für die Gestaltung des Szenenbilds seines Horrorfilms Nosferatu – Phantom der Nacht von 1979 studierte Regisseur Werner Herzog die Gemälde des Malers Georges de la Tour, um Inspiration zu gewinnen für die Inszenierung von dunklen Räumen, die lediglich von brennenden Kerzen schummrig beleuchtet werden.

## Bibliographie
- Hermann Voss: Tableaux à éclairage diurne de G. de La Tour. In: Formes. Paris, Juni 1931, S. 98–99. (Éditions des Quatre Chemins. no XVI; lire en ligne [archive])
- Pierre Rosenberg, François Macé de l'Épinay: Georges de La Tour : Vie et œuvre. Office du livre, Fribourg 1973, OCLC 473835110, S. 126–127. (« Catalogue raisonné, no 29 »)
- Jacques Thuillier: Tout l'œuvre peint de Georges de La Tour. (= Les Classiques de l'Art). Flammarion, Paris 1973/1985, ISBN 2-08-010258-3, S. 91. (« Catalogue des œuvres, no 30 »)
- Pierre Rosenberg, Marina Mojana: Georges de La Tour : catalogue complet des peintures. (= Fleurons de l'Art). Bordas, Paris 1992, ISBN 2-04-019598-X.
- Jean-Pierre Cuzin, Pierre Rosenberg (préf. Jacques Thuillier): Georges de La Tour. (= Ausstellungskatalog: Galeries nationales du Grand Palais, Paris, 3 octobre 1997-26 janvier 1998). Réunion des Musées nationaux, Paris 1997, ISBN 2-7118-3592-8.
- Jean-Pierre Cuzin, Dimitri Salmon: Georges de La Tour : Histoire d'une redécouverte. (= Découvertes Gallimard. 329). Gallimard, Paris 1997, ISBN 2-07-030053-6.
- Jacques Thuillier: Georges de La Tour. (= Les Grandes monographies). Flammarion, Paris 2012, ISBN 978-2-08-128608-5.
- Emanuele Castellani, Antonio Fazzini, Chiara Lachi, Daniela Parenti: Georges de La Tour : Le Tricheur à l'as de carreau. (= Le Musée du Monde. 16). Le Monde, Paris 2014, ISBN 978-2-36156-146-8.